# 梁国英 (东莞)
梁国英（1958年8月—），广东东莞虎门镇人，中华人民共和国政府官员，拥有中共中央党校本科学历。
梁国英于1978年10月在惠阳地区供销学校财会班学习，1980年7月毕业。1980年7月参加工作，先后任东莞县统计局干部、东莞县统计局股长、东莞市统计局副局长、东莞市政策研究室副主任、东莞市统计局局长、望牛墩镇党委书记、万江街道党委书记，2004年4月担任东莞市副市长。
2014年5月8日，梁国英因涉嫌严重违纪违法，被广东省纪委调查。2014年8月8日，梁国英因涉嫌受贿，被立案侦查，并采取强制措施。9月5日，广东省纪委查明，梁国英在东莞市任职期间，利用职务上的便利，为他人谋取利益，先后多次收受他人贿赂，数额特别巨大，多次收受他人礼金、隐瞒“裸官”身份、违反社会主义道德，与多名女性通奸，上述行为已涉嫌严重违纪并涉嫌违法犯罪。根据《中国共产党纪律处分条例》和《行政机关公务员处分条例》的规定，广东省纪委决定给予梁国英开除党籍；由省监察厅报省人民政府批准，给予其行政开除处分；收缴其违纪所得；将其涉嫌违法犯罪问题及线索移送司法机关依法处理。